# Hudø
Hudøy, Hudø eller Hui (dialekt) er en ø i Tønsbergfjorden i den vestlige del af Tjøme kommune. Hudøy er på omkring 1,4 km² og har en alsidig natur med alt fra nøgne klipper til til uberørt skov.
Hudøy er en af øerne i Tjømes skærgård som tidligere havde en fast bosætning, men øen har været ubeboet siden 1985. Omkring århundredeskiftet (19-20 århundrede) bøde der omkring 150 mennesker der. De fleste levede af en kombination af landbrug, fiskeri og skibsfart.
Øen ejes af Oslo kommune, og er mest kendt for sine feriekolonier eller sommerlejre for skolebørn fra byen. Feriekolonidriften begyndte på Hudøy i 1916. Feriekolonierne blev tidligere drevet direkte af Oslo kommune, men fra 1991 har kommunen samarbejdet med Kirkens bymisjon gennem Stiftelsen Hudøy. Hudøy har i dag 59 bygninger fordelt på 11 lejrsteder.
Forældre ved Løren skole i Oslo, arrangerer hvert år en tur for alle skolens elever, som går over 4 dage i juni måned. Grorud skole og Lutvann skole har tur hver andet år til øen.
Forfatteren Alf Larsen (1885-1967) kom fra Hudø. Aasmund Brynildsen (1917-1974) som kom fra Tjøme, udgav i 1974 erindringsbogen Hudø. Bilder fra en barndom med illustrationer af grafikeren Hans Gerhard Sørensen (1923-1999).